# (28516) Möbius
(28516) Möbius, désignation internationale (28516) Mobius, est un astéroïde de la ceinture principale.

## Description
(28516) Möbius est un astéroïde de la ceinture principale. Il fut découvert par Paul G. Comba le 27 février 2000 à Prescott. Il présente une orbite caractérisée par un demi-grand axe de 2,6461 UA, une excentricité de 0,0860 et une inclinaison de 8,5427° par rapport à l'écliptique.
Il fut nommé en hommage au professeur d'astronomie de Leipzig, August Ferdinand Möbius.

## Compléments